# Hicham Marrabou
Hicham Marrabou surnommé Furby, né en 1994 à Amsterdam (Pays-Bas), est un tueur à gages néerlandais d'origine marocaine opérant pour l'organisation Mocro Maffia de Benaouf.
Ayant commis en total cinq assassinats, il réalise ses assassinats avec ses co-tueurs à gages Nabil Amzieb et Mitchell Janssen. En 2016, la tête de Amzieb est retrouvée décapitée en pleine rue à Amsterdam et Mitchell est abattu à Medellín en Colombie. Réalisant désormais seul ses assassinats, il est arrêté le 5 septembre 2018 à Malaga par la Guardia Civil pour un double assassinat de Colombiens au sud de l''Espagne.  
Le 26 juin 2019, il est condamné à perpétuité avec son commanditaire Omar Lkhorf dans la prison de Zutphen.

## Jeunesse
Hicham Marrabou naît à Amsterdam aux Pays-Bas de parents marocains et grandit à Amsterdam-Nord. Dès son plus jeune âge, il commence le kickboxing. En 2010, il apparaît dans les journaux néerlandais, vu comme une pépite du kickboxing après s'être révélé dans une compétition dans la salle Pancration à Amsterdam-Nord. Hicham grandit et forme une amitié forte avec ses meilleurs amis Youssef O., alias Boots.
Lorsqu'il a seize ans, il figure en tête d'affiche lors d'un gala qui a lieu à Sporthallen Zuid. À cette époque, le bourgmestre Eberhard van der Laan veut bannir tous les galas de kickboxing à cause d'une énorme présence de criminels, d'où la présence d'énormément d'argent illégale dans ces galas. Un journalist de De Telegraaf a interviewé Hicham Marrabou après sa victoire dans ce gala. Marrabou déclare : "Je ne remarque rien de criminel. Je me concentre dans mon sport et je veux continuer, mais dans quoi est-ce que je devrais m'occuper si on retire tous les combats et tous les galas?". Côtoyant un entourage actif dans le milieu criminel, Marrabou paraît de plus en plus devant la justice pour des faits qui s'aggravent d'année en année. En 2014, il est soupçonné d'avoir commis un cambriolage dans un magasin et de plusieurs vols. La police manque de preuve, avant que Marrabou soit relâché. 

## Carrière criminelle

### Assassinat de Chahid Yakhlaf
Le 21 novembre 2015, le criminel Chahid Yakhlaf survit à une tentative d'assassinat préparée par Hicham 'Furby' Marrabou. Les deux frères Chahid et Chafik Yakhlaf sont la cible principale de l'organisation menée dès-à-présent par Omar Lkhorf. Furby envoie rapidement les informations des deux frères au tueur à gages surnommé ''Loempia''. Il donne également l'adresse d'un bar à chicha ''Le Scenario'' situé à Utrecht, endroit fréquent des deux frères. Un incident à l'intérieur de la chicha a provoqué l'intervention de la police néerlandaise. Lorsqu'ils arrivent, ils trouvent par hasard un arsenal de guerre derrière un buisson prêt à être utilisé.
Lorsque Chafik Yakhlaf sort de la chicha, il découvre la scène et est au courant qu'il a évité la mort de justesse. Les deux frères portent plainte à la police avant d'être mis au courant par les Unités spéciales qu'ils figurent sur une liste noire. Les deux frères décident alors de déménager anonymement à Kerkdriel. Chafik ne boit pas, ne fume pas, fait régulièrement ses prières islamiques et est très attentionné par rapport aux ennemis qui veulent sa peau.  C'est le cas contraire de son frère Chahid, alcoolique, régulièrement à Anvers dans des cabarets autour d'une table avec des filles marocaines, ne se faisant aucun souci par rapport à ses ennemis.
En mi-décembre, Chafik croise un Marocain vêtu d'une veste de luxe dans la campagne dans laquelle il réside désormais anonymement. Il trouve ça suspect et le fait savoir aux autorités néerlandaises. Vers le soir du 31 décembre 2015, sortant d'un camping à Kerkdriel en direction d'une fête de nouvel an, deux hommes capuchés munis de kalachnikov tirent en rafale sur la Mercedes-Benz blanche conduite par Chahid Yakhlaf. Chahid est touché d'une balle au fessier et accélère en prenant la fuite. La scène entière est filmée par une caméra de surveillance. Quelques kilomètres plus tard, Chahid Yakhlaf commence à perdre conscience. Son frère Chafik, assis sur le siège passager prend le relais, et porte son frère pour le déposer à l'arrière du véhicule. Quelques minutes plus tard, Chafik appelle les secours sans avoir l'idée de l'adresse où ils se situent. Il tente alors de trouver des habitations afin de demander de l'aide aux résidents de la campagne. Entre-temps, Chahid ne donne plus de réponse.et décède malgré l'intervention d'un hélicoptère. Les auteurs sont deux tueurs à gages et un conducteur qui est Mohammed 'Rotje' H., originaire de Rotterdam.

« J'ai été réveillé par ma mère qui m'a fait savoir que le cousin de l'amie de ma tante Chahid Yakhlaf a été assassinée, Haha, on leur a fait la misère. »

— Message PGP de Hicham Marrabou envoyé au commanditaire Omar Lkhorf un jour après l'assassinat de Chahid Yakhlaf en 2015.

« Haha, je suis au Maroc là, tout le monde ici parle de ce qu'il s'est passé. »

— Réponse de Omar Lkhorf à Hicham Marrabou.
À la suite du coup réussi de Hicham Marrabou, il demande un chèque de 85 000 euros à Omar Lkhorf. Ce dernier lui propose maximum 75 000 euros, somme qui est finalement attribué à Furby. Hicham Marrabou investit son chèque dans un téléphone spéciale auquel les clients prennent contact pour la livraison de cocaïne, permettant à Hicham Marrabou de dominer le commerce de la cocaïne aux Pays-Bas. Son complice Mohammed 'Rotje' H. reçoit 50 000 euros.

### Assassinat de Eaneas Lomp
Le 7 novembre 2015, Eaneas Lomp est abattu à Krommenie. Commandité par Omar Lkhorf, Hicham Marrabou est soupçonné  d'avoir joué un énorme rôle dans la liquidation avec Mitchell Janssen et Nabil Amzieb grâce à des preuves de messages PGP décryptés par la justice néerlandaise. Les trois auteurs ont fait le déplacement d'Amsterdam-Nord jusqu'à Krommenie pour commettre l'assassinat. Ayant fait demi-tour direction Amsterdam à la suite d'énormes risques de se faire attraper, Omar Lkhorf leur ordonne de retourner à Krommenie.

« Ce p*tain de rat est maintenant dans le train. C'est sûr à 100%. Il est seul. Dis à Mitchell et Furby de rafaler son corps : sa tête, ses testicules, son cou, ses bras, ses jambes, ses orteils et même ses ongles si c'est possible. Il faut du sang partout. Il porte un gilet par-balles. »

— Message PGP de Omar Lkhorf envoyé à Nabil Amzieb le jour de l'assassinat de Eaneas Lomp en 2015.

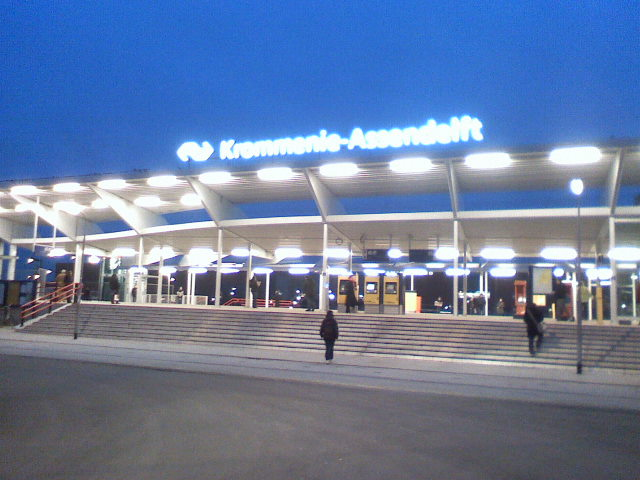
Krommenie, endroit où a lieu l'assassinat.

Lors du retour, Nabil Amzieb muni d'un Glock et Furby munis d'un AK-47 sont ceux qui ouvrent le feu, Mitchell est celui qui rapatrie les deux tueurs à gages au bord d'une Volkswagen Golf VII de couleur noire.

« J'ai vidé toute une cartouche sur lui mais j'ai pas pu viser sa tête. Il a directement pris la fuite en hurlant. Furby l'a coursé avec l'AK-47 et a pu l'avoir. Je pense qu'il est mort. »

— Message PGP de Nabil Amzieb envoyé à Omar Lkhorf le jour de l'assassinat de Eaneas Lomp en 2015.
Les trois individus prennent la fuite direction Amsterdam avant de mettre le feu au véhicule dans un parking. Dans un énième message PGP déchiffrée, Nabil Amzieb demande à Omar Lkhorf ce qu'ils disent dans les médias à propos de la fusillade. Nabil Amzieb et Hicham Marrabou prennent ensuite la direction du coffeeshop The Mill situé dans le quartier rouge d'Amsterdam. Ils y croisent par coïncidence un ami de Eaneas Lomp. "Il y'a un nègre qui est l'ami de Eaneas Lomp. Il arrête pas de nous regarder. Je pense que je vais le fumer.", écrit Amzieb à Omar Lkhorf en compagnie de Hicham Marrabou. Omar Lkhorf le lui déconseille et lui demande de quitter le coffeeshop. Omar Lkhorf, persuadé que la victime n'a pas été tuée, sa mort est annoncée un jour plus tard dans la presse néerlandaise.

« Parfait mec ! On a fait notre nom dans l'organisation. Un magnifique avenir nous attend. »

— Message PGP de Nabil Amzieb envoyé à Hicham Marrabou un jour après l'assassinat de Eaneas Lomp en 2015.

### Double assassinat en Espagne
Le 19 août 2016, Hicham Marrabou et Mitchell Janssen commettent le double assassinat de deux Colombiens dans le Sud de l'Espagne. L'homme assassiné est A.P.C., âgé de 46 ans, et sa copine décède à l'hôpital. L'organisation menée par Omar Lkhorf est rapidement parmi les suspects.
Le 17 décembre 2016, Mitchell Janssen est abattu à Medellin en Colombie.

### Double tentative d'assassinat de Noureddine A.
Le 3 avril 2016, Hicham Marrabou tente de liquider Noureddine 'Hitler' A. à Amsterdam.

## Arrestation
Le 5 septembre 2018, à l'occasion de l'opération Romeral de la Garde civile, Hicham Marrabou est arrêté avec Abdelhamid A. à Malaga en Espagne pour une double liquidation commise dans le Sud de l'Espagne le 19 août 2016,.
À la suite d'une collaboration de la police espagnole et néerlandaise, la Garde civile parvient à mener cinq perquisitions dans la Costa del Sol,. Trois armes à feux et leur munitions, 1,5 kilos d'amphétamine, un kilo de haschich et une voiture de luxe appartenant au réseau Lkhorf sont confisqués.

## Enquêtes
Défendu par l'avocat Jan-Hein Kuijpers, il n'existe aucune preuve DNA de Hicham Marrabou dans les plusieurs assassinats commis. Cependant, le criminel nie avoir utilisé le système PGP. Quant à la justice néerlandaise, mise à part les messages PGP déchiffrées, ils ne possèdent aucune autre preuve.
Le 26 juin 2019, Hicham M. et son commanditaire Omar Lkhorf sont condamnés à perpétuité aux Pays-Bas. Quant à Mohammed 'Rotje' H., il est condamné à 30 ans de prison.